# Buurman Baasje
Buurman Baasje was een figuur dat sinds het jaar 2002 voorkwam in Sesamstraat. Hij werd gespeeld door Martin van Waardenberg. Als chagrijnige buurman had Baasje de rol van nors personage in de serie min of meer overgenomen van Meneer Aart die met de jaren milder was geworden. Dit laatste had vooral te maken met het overlijden van Sesamstraats opa-figuur Lex Goudsmit, waarna Aart meer de opa-figuur werd.
Baasje was een man van middelbare leeftijd, herkenbaar aan een plat gekamd kapsel die rechts een scheiding heeft, een kleine snor en een zwarte bril met een zwaar montuur. Verder droeg hij een debardeur met daaronder een bloes met korte mouwen en een stropdas. Baasje had een hekel aan de spelende kinderen Tommie, Pino en Ieniemienie en de herrie die zij maakten. Vooral voor Pino en Ieniemienie had hij verschillende denigrerende bijnamen zoals blauwe reiger en snotmuis. Hij woonde eigenlijk niet in de Sesamstraat, maar in de naastgelegen Maanzaadstraat.